# Cẩm Khê (thị trấn)
Cẩm Khê là thị trấn huyện lỵ của huyện Cẩm Khê, tỉnh Phú Thọ, Việt Nam.

## Địa lý

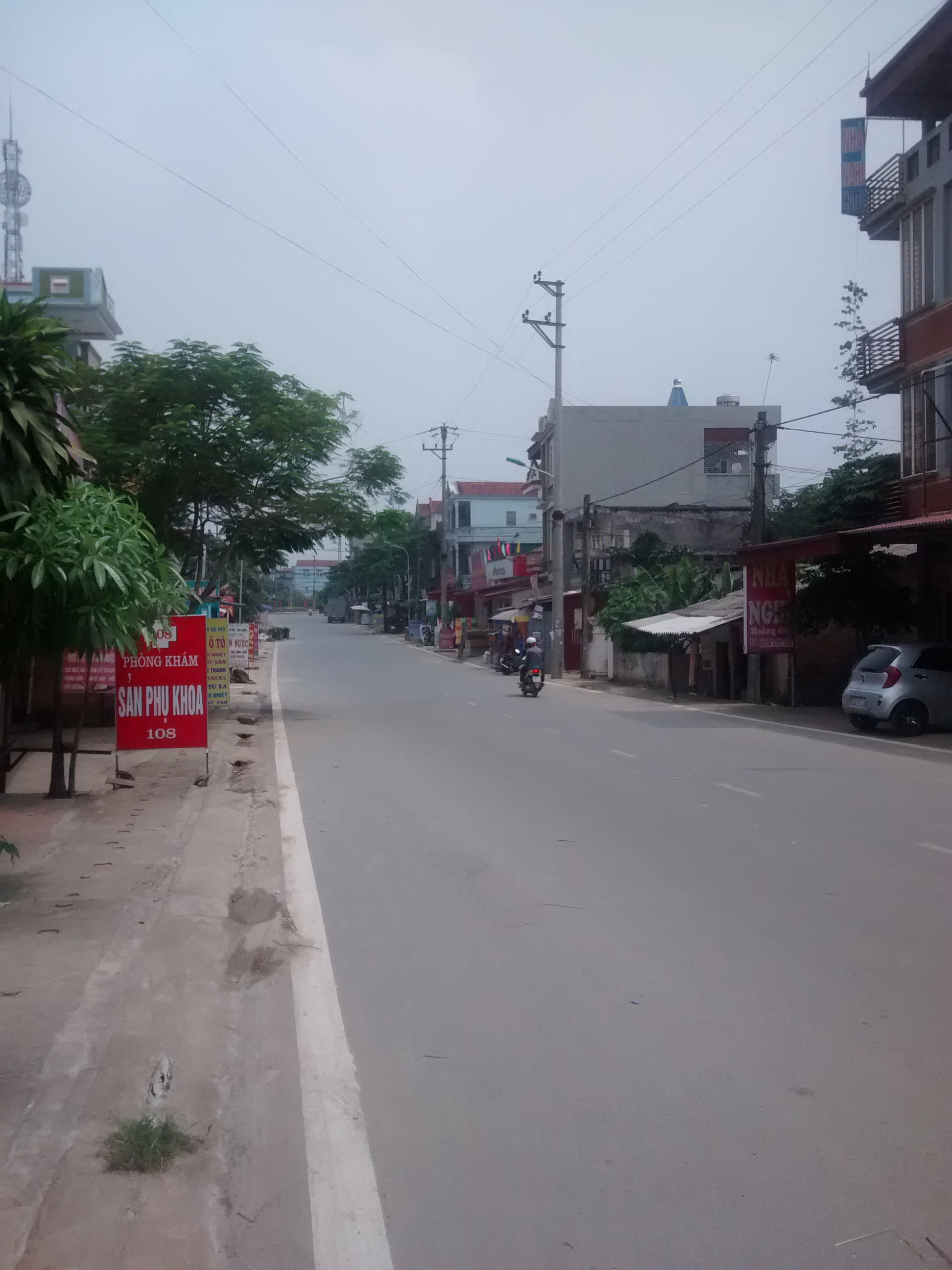
Tỉnh lộ 313 đoạn qua thị trấn

Thị trấn Cẩm Khê nằm gần trung tâm huyện Cẩm Khê, có vị trí địa lý:
- Phía đông và phía bắc giáp huyện Thanh Ba
- Phía tây giáp các xã Cấp Dẫn, Minh Tân và Tùng Khê
- Phía nam giáp các xã Phú Khê, Sơn Tình và Xương Thịnh.

Thị trấn Cẩm Khê có diện tích 17,78 km², dân số năm 2018 là 15.070 người, mật độ dân số đạt 848 người/km².

## Lịch sử
Địa bàn thị trấn Cẩm Khê trước đây vốn là 4 xã: Đông Phú, Sai Nga, Sơn Nga, Thanh Nga và một phần xã Phú Khê.
Lỵ sở của huyện Cẩm Khê đặt tại xã Đông Phú từ năm Minh Mạng thứ 16 (1835), khi huyện Cẩm Khê còn mang tên gọi lịch sử là Hoa Khê.
Ngày 23 tháng 11 năm 1995, Chính phủ ban hành Nghị định số 82-CP. Theo đó, thành lập thị trấn Sông Thao, thị trấn huyện lỵ huyện Sông Thao, trên cơ sở toàn bộ 418,29 ha diện tích tự nhiên của xã Đông Phú và 33 ha diện tích tự nhiên của xã Phú Khê.
Sau khi thành lập, thị trấn Sông Thao có 451,29 ha diện tích tự nhiên và 7.954 người.
Ngày 8 tháng 4 năm 2002, huyện Sông Thao đổi lại tên cũ là huyện Cẩm Khê, thị trấn Sông Thao thuộc huyện Cẩm Khê.
Đến năm 2018, thị trấn Sông Thao có diện tích 4,70 km², dân số là 6.359 người, mật độ dân số đạt 1.353 người/km². Xã Sơn Nga có diện tích 5,07 km², dân số là 1.852 người, mật độ dân số đạt 365 người/km². Xã Sai Nga có diện tích 4,06 km², dân số là 4.479 người, mật độ dân số đạt 1.103 người/km². Xã Thanh Nga có diện tích 3,95 km², dân số là 2.380 người, mật độ dân số đạt 603 người/km².
Ngày 17 tháng 12 năm 2019, Ủy ban Thường vụ Quốc hội ban hành Nghị quyết 828/NQ-UBTVQH14 về việc sắp xếp các đơn vị hành chính cấp xã thuộc tỉnh Phú Thọ (nghị quyết có hiệu lực từ ngày 1 tháng 1 năm 2020). Theo đó, sáp nhập toàn bộ diện tích và dân số của 3 xã: Sai Nga, Sơn Nga, Thanh Nga vào thị trấn Sông Thao để thành lập thị trấn Cẩm Khê.